# Démounotte
Der Ruisseau de la Démounotte ist ein etwa ein Kilometer langer Bach im französischen Département Vosges. Er ist ein südwestlicher und rechter Zufluss des Ruisseau de Froide Fontaine.

## Geographie

### Verlauf
Der Ruisseau de la Démounotte entspringt auf einer Höhe von etwa 367 m knapp zweihundert Meter nördlich von Suriauville. Die Quelle liegt ungefähr 50 Meter nördlich der Departementsstraße 13 zwischen Felder und Wiesen.
Der Bach fließt zunächst knapp einen halben Kilometer in nordöstlicher Richtung zwischen Weizenfelder und Dauergrünland, läuft dann südlich an einem kleinen Teich vorbei und wird dann bei Pres le Loup auf seiner linken Seite vom Ruisseau des Noves gestärkt.
Er mündet schließlich zwischen Suriauville und Contrexéville auf einer Höhe von 351 m auf dem Gebiet von der Gemeinde Suriauville von rechts und Südwesten in den aus dem Nordwesten heranziehenden Ruisseau de Froide Fontaine.
Der etwa 1 km lange Lauf des Ruisseau de la Démounotte endet ungefähr 16 Höhenmeter unterhalb seiner Quelle, er hat somit ein mittleres Sohlgefälle von etwa 16 ‰.

### Zuflüsse
- Ruisseau des Noves (links), 1,0 km